# Llers
Llers est une commune d'Espagne dans la communauté autonome de Catalogne, province de Gérone, de la comarque d'Alt Empordà

## Histoire
16 septembre 1823 : Combat de Llers durant l'expédition d'Espagne.

## Économie
TP Ferro (2003)

## Personnalités liées à la commune
- La peintre Esther Boix (1927-2014) est née à Llers.